# بورلا (ألطاي كراي)
بورلا (بالروسية: Бурла) هي مدينة في مقاطعة ألطاي كراي في روسيا.